# Indické právo

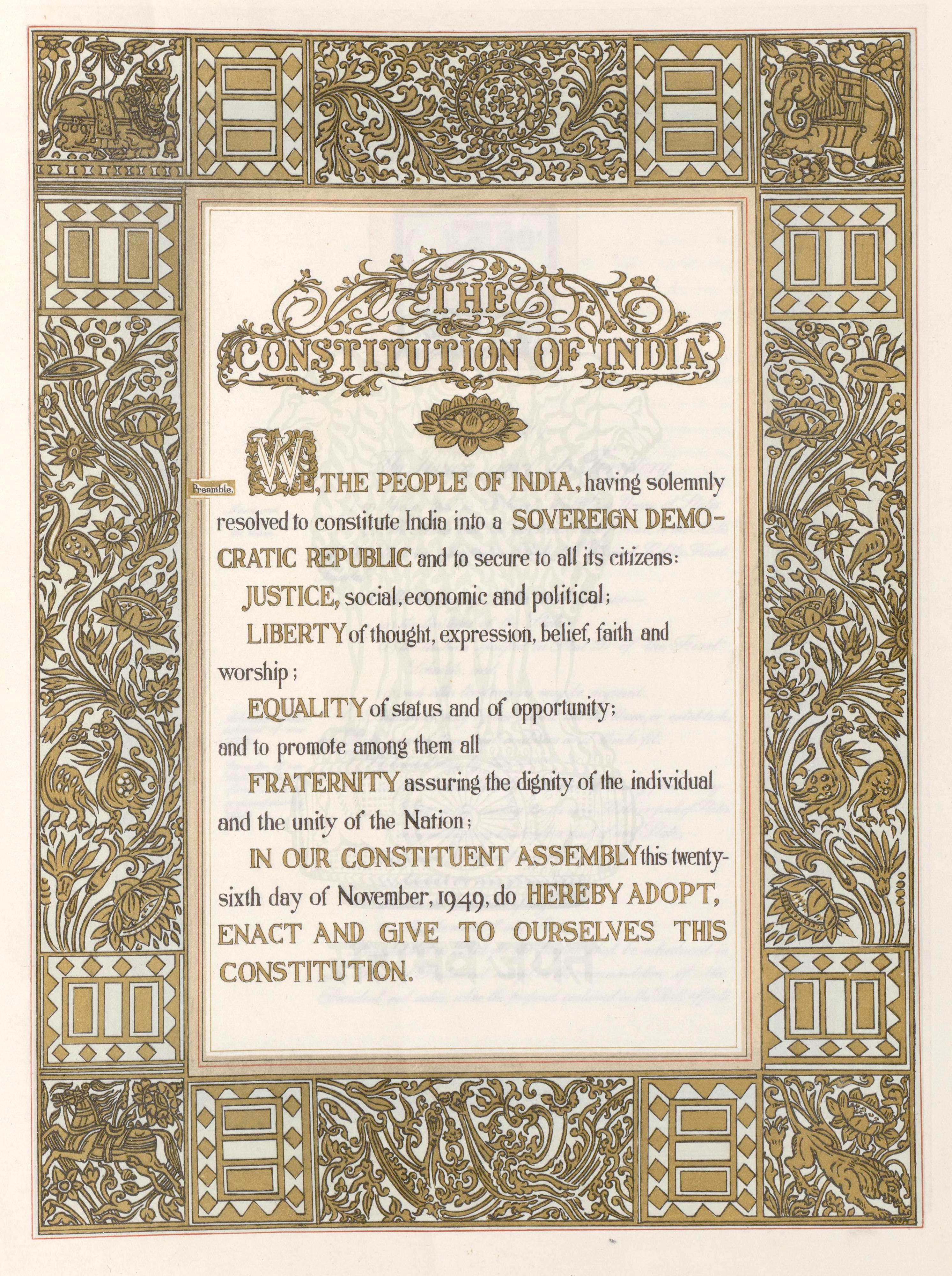
Preambule Indické ústavy

Indické právo představuje právní systém, který je uplatňován na území Indie. Je založen na anglickém common law. V oblasti osobnostního práva se uplatňují zvláštní právní pravidla pro jednotlivé velké náboženské komunity – hindy, muslimy a příslušníky dalších náboženských směrů. V indickém právu se tedy uplatňuje jak teritorialita práva, tak i personalita práva.

## Dějiny
Ve starověké Indii byl právní systém založen na hindské náboženské a sociální praxi. Po muslimské invazi, která byla na území Indie započata v 11. století, se vedle práva hindského začalo uplatňovat i právo islámské. Po ovládnutí Indie Brity byly od 30. let 19. století přijímány zákony, které přenášely na indickou půdu právní principy a instituty anglického common law, přičemž citlivě zohledňovaly domácí tradice. Uplatňování náboženských právních pravidel ve statusových otázkách zůstalo prakticky nedotčeno. Po získání nezávislosti Indická republika navázala na stávající právo, nicméně toto právo doplnila a nahradila rozsáhlou legislativní činností.

## Platné právo
Základním zákonem Indie je Indická ústava z roku 1949 sestávající z 395 článků, která spolu s dodatky, které ji mění a doplňují, představuje nejdelší ústavní zákon světa. Indie se konstituovala jako federativní stát se silnou centrální vládou. Zákony vydává buďto federální dvoukomorový parlament nebo parlamenty jednotlivých spolkových států (většinou jednokomorové). V době, kdy zákonodárné sbory nezasedají, může prezident nebo guvernér vydat nařízení mající sílu zákona s omezenou časovou platností. Kromě zákonů je pramenem práva též soudní precedent a právní obyčej. Ústava také zavedla jednotný systém soudnictví v čele s Nejvyšším soudem.
Indické trestní právo je kodifikováno v Indickém trestním zákoníku (Indian Penal Code) z roku 1860. Připouští trest smrti, ale tento trest je zřídka ukládán.
Smluvní právo je kodifikováno v Indickém smluvním zákoně (Indian Contract Act) z roku 1872, který ovšem neplatí na území státu Džammú a Kašmír a na Andamanských a Nikobarských ostrovech.
V oblasti osobnostního práva se (s výjimkou státu Goa) uplatňují jednotlivé náboženské právní systémy, přičemž nejvýznamnější je hindské právo, které je aplikováno nejen na hinduisty, ale i na buddhisty, jainisty a sikhy, kteří nevytvořili vlastní systém náboženského práva. Hindské právo bylo podstatně modifikováno již státní normotvornou za britské nadvlády a následně i zákony indického nezávislého parlamentu, doznalo také změny změnou díky interpretaci učenců (panditů).
Faktem nicméně zůstává, že mimo městské aglomerace je státem vytvořené právo vykonatelné jen v omezené míře a venkovské oblasti se nadále spravují převážně místním obyčejovým právem a zvyklostmi.